# Pir Sosa Plasma Mond
Pir Sosa Plasma Mond is een bestuurslaag in het regentschap Padang Lawas van de provincie Noord-Sumatra, Indonesië. Pir Sosa Plasma Mond telt 319 inwoners (volkstelling 2010).